# 転位反応
転位反応（てんいはんのう、英語：rearrangement reaction）とは、化合物を構成する原子または原子団（基）が結合位置を変え、分子構造の骨格変化を生じる化学反応の総称である。一方、原子または原子団（基）が骨格に変化を与えずに結合位置を変える化学反応（メトキシ基やアセチル基の分子内転移など）を転移反応とよぶ。
反応形式別に、自己の分子骨格内で基が移動する分子内転位（ぶんしないてんい、intramolecular rearrangement）、基が一度遊離して異なる分子にも移動しうるものを分子間転位（ぶんしかんてんい、intermolecular rearrangement）と呼ぶ。
また反応機構別に求核転位（求核反応）、求電子転位（求電子反応）、シグマトロピー転位（シグマトロピー反応）、ラジカル転位（ラジカル反応）と呼び分けられる。
異性化の多くはプロトン（水素イオン）の転位を反応機構とし、生体内では酵素（EC.5群に属する異性化酵素）によって頻繁に転位反応が起こされている（注：EC.2群に属する転移酵素は分子内でなく分子間で原子団を移すものである）。

## 主な転位反応
1. 求核転位
  - ワーグナー・メーヤワイン転位（Wagner-Meerwein rearrangement）
  - ピナコール・ピナコロン転位
  - ベンジル・ベンジル酸転位
  - アリル転位
  - ウルフ転位（Wolff rearrangement）（アーント・アイシュタート合成）
  - ファボルスキー転位（Favorskii rearrangement）
  - プメラー転位（Pummerer rearrangement）
  - ループ転位（Rupe rearrangement）
  - マイヤー・シュスター転位（Mayer-Schuster rearrangement）
  - バンバーガー転位（Bamberger rearrangement）
  - フリッツ・バッテンバーグ・ビーチェル転位（Fritsch-Buttenberg-Wiechell rearrangement）
  - スマイルス転位（Smiles rearrangement）
  - フリース転位（Fries rearrangement ;分子間転位）
  - ベックマン転位（Beckmann rearrangement）
  - クルチウス転位（Curtius rearrangement）
  - ロッセン転位（Lossen rearrangement）
  - ホフマン転位（Hoffmann rearrangement）
  - シュミット反応（Schmidt reaction）
  - バイヤー・ビリガー酸化（Bayer-Villiger Oxidation）
  - クリーギー転位（Criegee rearrangement）
  - デーキン反応（Dakin reaction）
  - ジエノン-フェノール転位 (dienone-phenol rearrangement)
2. 求電子転位
  - スティーブンス転位（Stevens rearrangement）
  - ソムレ・ハウザー転位（Sommelet-Hauser rearrangement）
  - ウィテッヒ転位（Wittig  rearrangement）
3. シグマトロピー転位
  - クライゼン転位（Claissen rearrangement）
  - コープ転位（Cope rearrangement）
  - エン反応
  - ベンジジン転位
4. ラジカル転位